# NGC 110
NGC 110 (другое обозначение — OCL 300) — рассеянное звёздное скопление, которое находится в созвездии Кассиопея на расстоянии около 4207 световых лет от Земли. Оно было открыто английским астрономом Джоном Гершелем 29 октября 1831 года. Этот объект входит в число перечисленных в оригинальной редакции «Нового общего каталога».

## Характеристики
NGC 110 расположено в северо-восточной части созвездия Кассиопея, недалеко от границы с созвездием Цефея. Радиус скопления составляет 5,6', радиус ядра — 0,79'. Это довольно молодое скопление: его средний возраст оценивается приблизительно в 900 миллионов лет. Скопление находится в плоскости Галактики, на расстоянии около 9140 парсек от галактического центра.